# NGC 1277
NGC 1277 é uma galáxia lenticular localizada na direcção da constelação de Perseus. Possui uma declinação de +41° 34' 27" e uma ascensão recta de 3 horas, 19 minutos e 51,4 segundos.
NGC 1277 foi descoberta em 4 de Dezembro de 1875 por Lawrence Parsons.
Localizada a 220 milhões de anos-luz da Via Láctea, esta galáxia possui uma magnitude aparente de 14,7. Esta galáxia foi apelidada de "relíquia do universo primordial". Tal apelido se deve ao fato de que as estrelas de NGC 1277 formaram-se em um intervalo de 100 milhões de anos, há cerca de 12 bilhões de anos. 
NGC 1277 possui um buraco negro supermassivo em seu centro. A massa deste buraco negro é equivalente a 17 bilhões de massas solares, representando cerca de 14% da massa total de sua galáxia. 